# Amvrosij (Hudko)
Svatý Amvrosij (světským jménem: Vasyl Ivanovyč Hudko; 9. ledna 1868, Tyszowce – 9. srpna 1918, Svijažsk) byl ukrajinský duchovní Ruské pravoslavné církve, biskup sarapulský a jelabužský a mučedník.

## Život
Narodil se 9. ledna 1868 ve městě Tyszowce v Lublinské gubernii do rodiny řeckokatolíků. Roku 1875 se rodina přiklonila k pravoslaví.
Navštěvoval Chełmský duchovní seminář a roku 1889 nastoupil na Petrohradskou duchovní akademii, kde byl roku 1891 postřižen na monacha (přijal mnišské jméno Amvrosij) a 30. května 1893 rukopoložen ja jeromonacha. Dokončil akademii s titulem kandidáta bohosloví s právem získat magisterský titul bez nové ústní zkoušky. Stal se vedoucím misijního katechetického učiliště v Bijsku.
Roku 1897 bylo rozhodnuto o otevření Korejské duchovní misie. Ve dnech 2. až 4. července 1897 Svatý synod jmenoval do misie archimandritu Amvrosija (Hudka), jerodiákona Nikolaje (Alexejeva) a psalomščika A. Krasina. Začátkem dalšího roku odjeli na misii. Ruský stát vyčlenil 25 000 rublů na stavbu chrámu a domu misie. V předvečer svého odjezdu z Ruska se archimandrita Amvrosij obrátil prostřednictvím církevního tisku na ruské křesťany s žádostí o dary na dílo pravoslavné misie v Koreji. Korejské úřady nové misionáři odmítli vpustit do země. Dočasně se přestěhovali do Vladivostoku a poté do sídla Novokijevsk, kde začali studovat korejštinu. Amvrosij zde sloužil v jednom z vojenských chrámů a káral vojáky za jejich zhýralý život a pošpinění jména Ruska mezi cizinci. Vojáci podali stížnost a roku 1899 byl odvolán do Petrohradu. Byl jmenován superintendentem Donského duchovního učiliště v Moskvě a roku 1901 rektorem Volyňského duchovního semináře.
Dne 30. dubna 1904 byl v Žytomyru vysvěcen na biskupa kremeneckého a vikáře volyňské eparchie. Dne 27. února 1909 byl převeden do funkce biskupa baltského a vikáře podolské eparchie. Tuto funkci zastával do 14. února 1914, kdy se stal biskupem sarapulským a vikářem vjatské eparchie. Roku 1918 byla zřízena samostatná sarapulská eparchie. Jako biskup exkomunikoval sarapulské liberální aktivisty, byl aktivním kazatelem mezi Tatary a bojoval proti alkoholismu. Zastával extrémně pravicové politické názory a pronášel antisemitská prohlášení.
Dne 18. března 1917 byl jako monarchista Svatým synodem penzionován a stal se představeným Svijažského monastýru. Mezi obyvateli Svijažsku se těšil velké autoritě. Po převzetí správy monastýru zjistil, že hospodářské záležitosti byly zanedbávány, bohoslužby nebyly řádně vykonávány a někteří mniši vedli nevhodný způsob života. Touha obnovit pořádek vedla ke konfliktu mezi ním a částí bratří, což vedlo i k pokusu o jeho život ze strany jerodiákona Feodosia.
Na začátku března 1918 byl postaven před Svijažský revoluční tribunál a obviněn z kontrarevoluční činnosti. Hlavním svědkem obžaloby byl jerodiákon Feodosij, který se stal součástí milice. Na obranu biskupa promluvilo mnoho svědků a v důsledku toho byl zproštěn viny.
V červnu 1918 byl zatčen, ale o několik dní později propuštěn. Dne 8. srpna byl opět zatčen vojáky, kteří přišli zabavit zásoby obilí monastýru. Následující den byl zastřelen. Podle očitých svědků biskup klečel a modlil se zdviženýma rukama, zatímco pro něj byl vykopán hrob. Pak přišly výstřely. O několik hodin později bylo tělo nalezeno jeho kelejníkem. Pohřben byl na místě popravy. Podle jiné zprávy byl před popravou mučen.

## Kanonizace
Roku 1999 byl svatořečen jako místní světec kazaňské eparchie.
K celocírkevnímu svatořečení došlo 20. srpna 2000 na Archijerejském soboru Ruské pravoslavné církve, kde byl zařazen do Sboru všech novomučedníků a vyznavačů ruských.